# Curling ai IX Giochi asiatici invernali - Doppio misto
Il torneo del doppio misto di curling si è svolto dal 4 all'8 febbraio 2025 alla Harbin Pingfang District Curling Arena di Harbin, in Cina.

## Programma
| GS | Gironi | SF | Semifinale | B | Finale per il bronzo | G | Finale |

| Evento↓/Data → | 4  | 5  | 6  | 7  | 7  | 8 | 8 | 9 | 10 | 11 | 12 | 13 | 13 | 14 | 14 |
| -------------- | -- | -- | -- | -- | -- | - | - | - | -- | -- | -- | -- | -- | -- | -- |
| Doppio misto   | GS | GS | GS | GS | SF | B | G |   |    |    |    |    |    |    |    |

## Teams
Hanno preso parte al torneo 12 squadre, composte da un uomo e una donna
| Cina                                              | Taipei cinese                                  | Hong Kong                                     | Giappone                                             |
| ------------------------------------------------- | ---------------------------------------------- | --------------------------------------------- | ---------------------------------------------------- |
| Donna: Han Yu Uomo: Wang Zhiyu                    | Donna: Chou Yi-hsuan Uomo: Liu Bor-kai         | Donna: Ling-Yue Hung Uomo: Martin Yan         | Donna: Tori Koana Uomo: Go Aoki                      |
| Kazakistan                                        | Kuwait                                         | Kirghizistan                                  | Mongolia                                             |
| Donna: Amina Seitzhanova Uomo: Azizbek Nadirbayev | Donna: Fatema Abdulateef Uomo: Saud Alkandari  | Donna: Keremet Asanbaeva Uomo: Iskhak Abykeev | Donna: Enkhzaya Ganbat Uomo: Bayar Bulgankhuu        |
| Filippine                                         | Qatar                                          | Corea del Sud                                 | Thailandia                                           |
| Donna: Kathleen Dubberstein Uomo: Marc Pfister    | Donna: Mabarka Al-Abdulla Uomo: Nasser Alyafei | Donna: Kim Kyeong-ae Uomo: Seong Ji-hoon      | Donna: Chanatip Sonkham Uomo: Teekawin Jearateerawit |

## Gironi

### Gruppo A
| Sqyadra       | Atleti                                    | W | L | W–L | PF | PA | EW | EL | BE | SE | DSC    |
| ------------- | ----------------------------------------- | - | - | --- | -- | -- | -- | -- | -- | -- | ------ |
| Giappone      | Tori Koana / Go Aoki                      | 5 | 0 | –   | 49 | 8  | 21 | 5  | 0  | 15 | 57.23  |
| Hong Kong     | Ling-Yue Hung / Martin Yan                | 4 | 1 | –   | 46 | 26 | 19 | 17 | 0  | 8  | 56.68  |
| Taipei cinese | Chou Yi-hsuan / Liu Bor-kai               | 3 | 2 | –   | 44 | 25 | 20 | 14 | 0  | 9  | 65.56  |
| Thailandia    | Chanatip Sonkham / Teekawin Jearateerawit | 2 | 3 | –   | 29 | 46 | 14 | 20 | 0  | 7  | 142.12 |
| Kuwait        | Fatema Abdulateef / Saud Alkandari        | 1 | 4 | –   | 14 | 41 | 12 | 17 | 0  | 4  | 197.23 |
| Mongolia      | Enkhzaya Ganbat / Bayar Bulgankhuu        | 0 | 5 | –   | 16 | 52 | 11 | 24 | 0  | 2  | 134.74 |

| Squadra       | Atleti                                 | W | L | W–L | PF | PA | EW | EL | BE | SE | DSC    |
| ------------- | -------------------------------------- | - | - | --- | -- | -- | -- | -- | -- | -- | ------ |
| Cina          | Han Yu / Wang Zhiyu                    | 5 | 0 | –   | 44 | 19 | 23 | 11 | 0  | 12 | 37.46  |
| Filippine     | Kathleen Dubberstein / Marc Pfister    | 4 | 1 | –   | 50 | 22 | 21 | 13 | 0  | 12 | 58.24  |
| Corea del Sud | Kim Kyeong-ae / Seong Ji-hoon          | 3 | 2 | –   | 50 | 22 | 24 | 9  | 0  | 14 | 47.83  |
| Kazakistan    | Amina Seitzhanova / Azizbek Nadirbayev | 2 | 3 | –   | 26 | 43 | 14 | 21 | 0  | 6  | 55.33  |
| Kirghizistan  | Keremet Asanbaeva / Iskhak Abykeev     | 1 | 4 | –   | 21 | 50 | 13 | 23 | 0  | 4  | 114.23 |
| Qatar         | Mabarka Al-Abdulla / Nasser Alyafei    | 0 | 5 | –   | 15 | 50 | 8  | 26 | 0  | 1  | 98.31  |

|  | Quarti di finale | Quarti di finale | Quarti di finale |               |          | Semifinale | Semifinale | Semifinale |  |  | Finale | Finale | Finale |  |
|  |                  |                  |                  |               |          |            |            |            |  |  |        |        |        |  |
|  |                  |                  |                  |               |          | A1         | Giappone   | 10         |  |  |        |        |        |  |
|  |                  |                  |                  |               |          | A1         | Giappone   | 10         |  |  |        |        |        |  |
|  |                  |                  |                  | Filippine     | 3        |            |            |            |  |  |        |        |        |  |
|  | B2               | Filippine        | 7                | Filippine     | 3        |            |            |            |  |  |        |        |        |  |
|  | B2               | Filippine        | 7                |               |          |            |            |            |  |  |        |        |        |  |
|  | A3               | Taipei cinese    | 2                |               |          |            |            |            |  |  |        |        |        |  |
|  | A3               | Taipei cinese    | 2                |               | Giappone | Giappone   | 6          |            |  |  |        |        |        |  |
|  |                  |                  |                  |               |          |            |            |            |  |  |        |        |        |  |
|  |                  |                  | Corea del Sud    | Corea del Sud | 7        |            |            |            |  |  |        |        |        |  |
|  |                  |                  |                  | Corea del Sud | 7        |            |            |            |  |  |        |        |        |  |
|  |                  |                  |                  |               |          |            |            |            |  |  |        |        |        |  |
|  |                  |                  |                  |               |          |            |            |            |  |  |        |        |        |  |
|  |                  | B1               | Cina             | 4             |          |            |            |            |  |  |        |        |        |  |
|  |                  |                  |                  | 4             |          |            |            |            |  |  |        |        |        |  |
|  |                  |                  |                  | Corea del Sud | 8        |            |            |            |  |  |        |        |        |  |
|  | A2               | Hong Kong        | 4                | Corea del Sud | 8        |            |            |            |  |  |        |        |        |  |
|  | A2               | Hong Kong        | 4                |               |          |            |            |            |  |  |        |        |        |  |
|  | B3               | Corea del Sud    | 11               |               |          |            |            |            |  |  |        |        |        |  |